# Mustapha Bengrina
Mustapha Hacene Bengrina (sinh ngày 24 tháng 3 năm 1996) là một cầu thủ bóng đá người Algérie thi đấu cho US Biskra theo dạng cho mượn từ câu lạc bộ tại Giải bóng đá hạng nhất quốc gia Algérie USM Alger. Anh chủ yếu thi đấu ở vị trí tiền vệ tấn công.